# Yoshiyuki Oyama
Yoshiyuki Oyama   (prefectura de Hiroshima, 1973) és un creador de videojocs i artista japonès. Treballa a Nintendo.

## Carrera
Nascut a la prefectura d'Hiroshima, el 1999 va completar el programa de màster al Departament d'Artesania, l'Escola Superior de Belles Arts de la Universitat de les Arts de Tòquio, i es va unir a Nintendo. Ha dissenyat personatges de la sèrie The Legend of Zelda i va ser director de disseny de "Wii Fit " i " Wii Fit Plus".

## Obres
- The Legend of Zelda: Majora's Mask (2000)
- Luigi's Mansion (2001)
- The Legend of Zelda: The Wind Waker (2002)
- Pikmin 2 (2004)
- The Legend of Zelda: Twilight Princess[4] (2006)[5]
- Wii Fit[6] (2007)
- Super Smash Bros. X (2008)
- Wii Sports Resort (2009)
- Wii Fit Plus (2009)
- Nova Super Mario Bros. Wii (2009)
- The Legend of Zelda: Skyward Sword[7] (2011)
- The Legend of Zelda: The Wind Waker (2013)
- Wii Fit U (2013-2014)
- The Legend of Zelda: Breath of the Wild (2017)[8]